# Pau et son frère
Pour plus de détails, voir Fiche technique et Distribution.
Pau et son frère (titre original en catalan : Pau i el seu germà) est un film espagnol réalisé par Marc Recha et sorti en 2001. Il a été en compétition officielle pour la Palme d'or lors du Festival de Cannes 2001.

## Synopsis
Pau apprend la mort de son frère et décide d'aller dans le petit village des Pyrénées où il habitait avec sa mère et Marta.

## Fiche technique
- Titre : Pau et son frère
- Réalisation : Marc Recha
- Scénario : Joaquim Jordà et Marc Recha
- Directrice de la photographie : Hélène Louvart
- Montage : Ernest Blasi
- Musique : Aitor Millán Fernández, Xavi Turull, Fred Vilmar, et Toni Xuclà
- Pays d'origine : Espagne
- Producteurs : Jacques Bidou, Antonio Chavarrías et Àngels Masclans
- Langue : espagnol, français, catalan
- Format : Couleurs - 1,66:1 - Stéréo - 35 mm
- Genre : Drame
- Durée : 112 minutes
- Date de sortie : 30 mai 2001 en France

## Distribution
- David Selvas : Pau
- Nathalie Boutefeu : Marta
- Marieta Orozco : Sara
- Luis Hostalot : Emili
- Alicia Orozco : Mercè
- Juan Márquez : Toni
- David Recha : Alex
- Joan Guzmán : Le père